# Mesarmadillo tuberculatus
Mesarmadillo tuberculatus is een pissebed uit de familie Eubelidae. De wetenschappelijke naam van de soort is voor het eerst geldig gepubliceerd in 1892 door Dollfus.